# Affaire Malliart
L'affaire Malliart est une affaire criminelle survenue en décembre 1967 à Versailles (Yvelines) après le rapt et l'assassinat d'un jeune garçon de sept ans, Emmanuel Malliart , par un adolescent de quinze ans.

## Les faits

### Rapt
Le lundi 4 décembre 1967, Emmanuel Malliart, un enfant de sept ans, est enlevé à la sortie du collège Saint-Jean de Béthune (aujourd'hui appelé Saint-Jean-Hulst) de Versailles aux environs de midi. Vers 12h30, sa mère, inquiète de ne pas le voir revenir, se rend au collège et prévient le directeur de l’établissement, qui lui indique qu'Emmanuel a bel et bien quitté les cours un peu avant midi. De retour chez elle, la mère de l'enfant découvre dans la boîte à lettres une missive anonyme qui s'avère être une demande de rançon. Le courrier exige une somme de 20 000 francs à remettre dans un délai de quatre jours (soit jusqu'au vendredi 8 décembre 1967) au pied de la statue du général Hoche qui se trouve elle-même sur la place Hoche de Versailles.

### Enquête

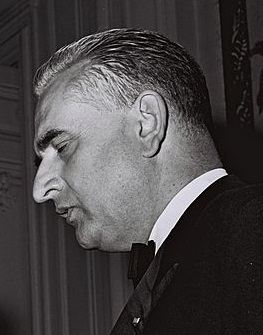
Christian Fouchet

Prévenue, la police tente d'arrêter le responsable du rapt. Parallèlement, les parents d'Emmanuel tentent de communiquer avec le ravisseur et demandent à un religieux, le père Alexandre, d'entrer en contact avec celui-ci. Le ministre de l'Intérieur, Christian Fouchet, délivre lui-même un message au ravisseur via la télévision, dans lequel il lui promet de cesser toute recherche s'il s'engage à rendre l'enfant « sain et sauf » . L'individu augmente néanmoins sa demande de rançon de 40 000 francs supplémentaires (soit 60 000 francs) et exige que la somme soit remise sur les marches d'une abbaye de l'avenue de Glatigny à Versailles. Il souhaite également que l'argent soit remis par le père Alexandre en personne. Les heures passant, il porte le montant à 100 000 francs.
L'enquête policière reprend de manière concrète le vendredi 8 décembre sur ordre de Christian Fouchet. Le samedi 9 décembre vers 19h, les forces de l'ordre interceptent un adolescent de quinze ans, François Maison, qui attire leur attention. Interrogé, le jeune homme nie les faits qui lui sont reprochés. La police décide de fouiller son domicile, qui se trouve à proximité de celui des Maillart, et découvre dans le grenier les 60 000 francs de la rançon.

### Aveux
Mis face à l'évidence, l'adolescent finit par faire des aveux dans lesquels il déclare avoir récupéré Emmanuel Malliart le 4 décembre 1967 à la sortie du collège Saint-Jean de Béthune. Prétextant un jeu, il invite le jeune garçon à venir se cacher dans la carriole qu'il tracte. De retour chez lui, il l'enferme dans sa cave, le tue de plusieurs coups de gourdin, prélève ses bretelles et ses chaussures, puis part cacher le cadavre dans la forêt de Fausses-Reposes, où il l'enfouit sous un tas de feuilles. 
L'adolescent déclare avoir commis le crime sous l'impulsion d'idées suicidaires, persuadé que cet acte l’emmènerait immédiatement à la guillotine (il s'est renseigné quelques jours avant le meurtre auprès de sa mère, qui lui a expliqué qu'on « coupe le cou » aux tueurs d'enfants). Décrit comme distant mais mature par ses camarades, il avoue également avoir voulu imiter certains criminels français (dont Lucien Léger) et se venger de la famille Malliart dont il jalouse le bonheur.
Le corps d'Emmanuel est retrouvé le 9 décembre 1967.

## Conséquences

### Impact médiatique
L'affaire prend une ampleur importante dès l'appel de Christian Fouchet retransmis sur l'ORTF. Dans le même temps, de nombreux journaux se penchent sur les événements,  dont Paris Jour. Le 16 décembre 1967, dans son numéro 975, le magazine Paris Match publie en une un grand portrait d'Emmanuel Maillart avec pour titre : « Le petit garçon que pleure toute la France » . 

### Procès
Le procès de François Maison s'ouvre le 22 juin 1970 devant le tribunal pour enfants de Versailles. L'adolescent, défendu par l'avocat René Floriot, est condamné à une peine de quinze années d'emprisonnement puis transféré en août 1970 à la prison-école de Loos.